# フランシス・ジャッド・クック

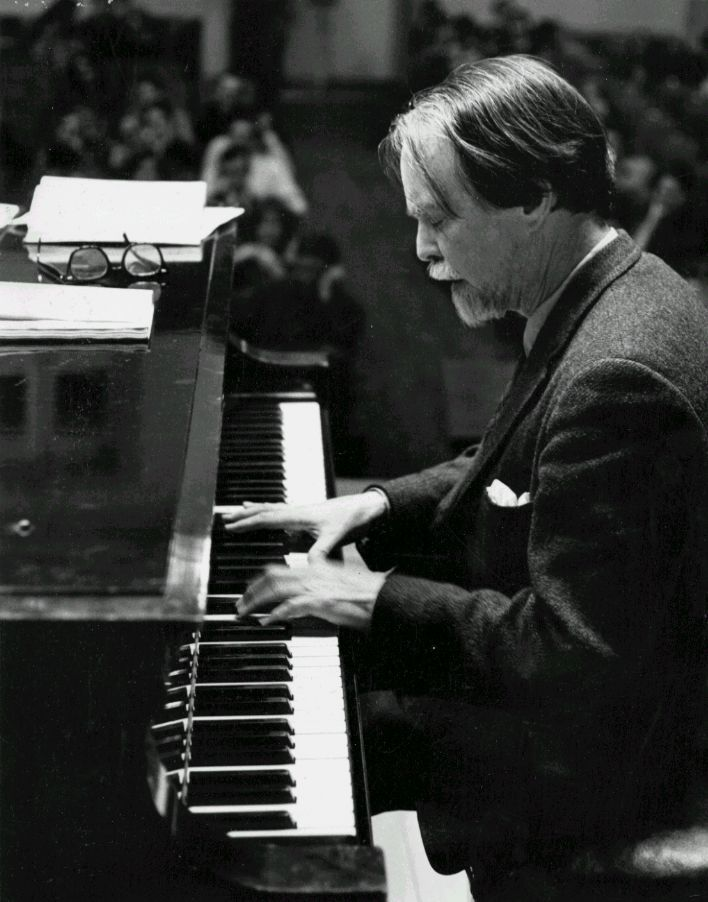
フランシス・ジャッド・クック (1962年)

フランシス・ジャッド・クック（Francis Judd Cooke、1910年12月28日 - 1995年5月18日）は、アメリカ合衆国の作曲家。
ホノルル出身。幼いころより作曲を始め、チャールズ・マーティン・レフラーに2年間師事した後、1933年にイェール大学で音楽学の学位を取得した。1935年から1938年までスコットランドに留学し、エディンバラ大学でドナルド・フランシス・トーヴィーについて学んだ。その間スコットランドで結婚し、帰国後マサチューセッツ州レキシントンに居住して、6人の子供に恵まれた。
1939年からクインシー・ポーターの招きでニューイングランド音楽院の教員となり、1970年まで在職した。教え子にサラ・コールドウェルらがいる。また1959年から1960年までイェール大学で、1973年から1979年までウェルズリー大学で教壇に立った。
1974年に『16世紀のポリフォニー声楽』を著し、同年にニューイングランド音楽院から名誉博士号を贈られた。また1955年からレキシントンの教会のオルガニストと合唱指揮者を務めていたが、1981年に脳卒中で倒れて以後は作曲に専念した。
多作な作曲家で、多くの合唱曲、管弦楽曲、室内楽曲を残している。